# Darío Jara Saguier
Darío Jara Saguier (27. ledna 1930, Asunción – 22. ledna 2023) byl paraguayský fotbalista, útočník.

## Klubová kariéra
Hrál za paraguayské kluby Club Rubio Ñu, Cerro Porteño, General Caballero Sport Club, Club Luis Alberto de Herrera a Olimpia de Itá. S týmem Cerro Porteño vyhrál v letech 1950 a 1954 paraguayskou fotbalovou ligu. Za reprezentaci Chile nastoupil v letech 1950-1956 ve 4 utkáních. Byl členem chilské reprezentace Mistrovství světa ve fotbale 1950, nastoupil ve 2 utkáních.

## Ligová bilance
| Ročník                   | Zápasy | Góly | Klub          |
| ------------------------ | ------ | ---- | ------------- |
| 1. paraguayská liga 1948 | –      | -    | Cerro Porteño |
| 1. paraguayská liga 1949 | –      | 18   | Cerro Porteño |
| 1. paraguayská liga 1950 | –      | 18   | Cerro Porteño |
| 1. paraguayská liga 1951 | –      | -    | Cerro Porteño |
| 1. paraguayská liga 1952 | –      | -    | Cerro Porteño |
| 1. paraguayská liga 1953 | –      | -    | Cerro Porteño |
| 1. paraguayská liga 1954 | –      | -    | Cerro Porteño |
| 1. paraguayská liga 1955 | –      | -    | Cerro Porteño |
| 1. paraguayská liga 1956 | –      | -    | Cerro Porteño |
| 1. paraguayská liga 1957 | –      | -    | Cerro Porteño |
| 1. paraguayská liga 1958 | –      | -    | Cerro Porteño |
| 1. paraguayská liga 1959 | –      | -    | Cerro Porteño |
| 1. paraguayská liga 1960 | –      | -    | Cerro Porteño |
| CELKEM                   | -      | -    |               |